# Robert Knauss

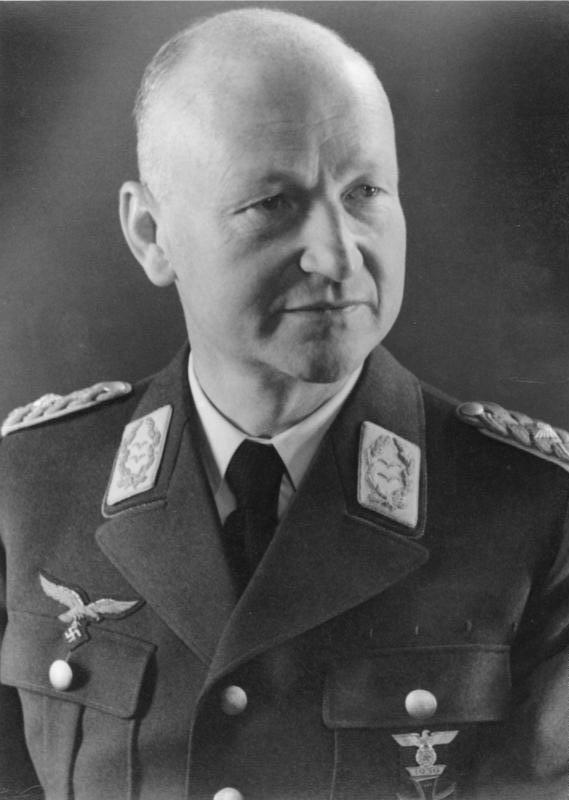
Robert Knauss als Generalleutnant

Robert Knauss (* 14. Juni 1892 in Stuttgart; † 14. Februar 1955 in Ronco sopra Ascona bei Locarno) war ein deutscher General der Flieger im Zweiten Weltkrieg.

## Leben
Knauss trat am 1. Juli 1910 als Fahnenjunker in das Infanterie-Regiment „Kaiser Friedrich, König von Preußen“ (7. Württembergisches) Nr. 125 der Württembergischen Armee in seiner Heimatstadt ein. Am 25. Februar 1911 erfolgte seine Ernennung zum Fähnrich und am 18. November 1911 seine Beförderung zum Leutnant. Bei Beginn des Ersten Weltkriegs kam Knauss mit seinem Regiment als Zugführer an der Westfront zum Einsatz. Im Mai 1915 wechselte er zu den Feldfliegern, wurde als Beobachter eingesetzt und am 18. September 1915 zum Oberleutnant befördert. Am 1. Juni 1918 kam er dann in den Stab der 52. Reserve-Division und wurde im Oktober noch zum Hauptmann befördert. Für seine militärischen Leistungen erhielt Knauss beide Klassen des Eisernen Kreuzes.
Nach Kriegsende verblieb er bis Januar 1919 beim Divisionsstab und war dann bis zu seinem Ausscheiden aus dem Militärdienst am 20. Januar 1920 noch im Reichswehrministerium tätig. Er studierte anschließend an der Friedrich-Wilhelms-Universität Berlin Volkswirtschaft und Staatsrecht und wurde promoviert. In den Folgejahren war er unter anderem für die Deutsche Luft Hansa AG (DLH) tätig und stieg dort zum Vorstandsmitglied auf.
1932 veröffentlichte er unter dem Pseudonym Major Helders die Erzählung Luftkrieg 1936, welche von einem fiktiven Krieg zwischen England und Frankreich handelt. In diesem führt England einen erfolgreichen strategischen Bombenkrieg gegen französische Flugplätze und zur Terrorisierung der französischen Zivilbevölkerung, was zu Panik, Chaos, Plünderungen, bolschewistischen Aufständen und innenpolitischen Wirren führt. Er propagierte das Idealbild der perfekten Vereinigung von Mensch und Technik, die Flieger und ihre Flugzeuge beseelen sich gegenseitig, was an Ernst Jüngers technizistischen Heroismus von der Versöhnung zwischen Mensch und Maschine erinnert. "Die Terrorisierung feindlicher Hauptstädte oder Industriegebiete durch Bombenangriffe..." hat er bereits 1933 als Direktor der DLH in einer Denkschrift zur Luftkriegsführung goutiert.
Es gab eine russische Übersetzung von Luftkrieg 1936, die Stalin seinem Sohn Wassili Iossifowitsch Stalin zum 13. Geburtstag schenkte.
Er entwarf das Konzept für die Risiko-Luftwaffe, mit der die Aufrüstung der Wehrmacht ermöglicht werden sollte.
Am 1. April 1935 trat er als Major in die Luftwaffe ein. Knauss erhielt am 1. Oktober 1937 das Kommando über das Lehrgeschwader Greifswald, aus dem am 1. November 1938 das Lehrgeschwader 1 gebildet wurde, das er auch nach Beginn des Zweiten Weltkriegs während des Überfalls auf Polen führen sollte. Vom 10. April bis 9. Mai 1940 war Knauss Chef des Stabes beim Befehlshaber der Luftwaffe Norwegen und anschließend bis 4. Oktober 1940 in gleicher Funktion bei der Luftflotte 1. Als solcher war er am 1. August 1940 zum Generalmajor ernannt worden.
Ab 5. Oktober 1940 fungierte Knauss als Kommandeur der Luftkriegsakademie in Berlin-Gatow und wurde in dieser Funktion am 1. August 1942 Generalleutnant sowie am 1. März 1944 General der Flieger. Man versetzte ihn vom 19. Juni 1944 bis 31. Januar 1945 in die Führerreserve und stellte ihn anschließend zur Disposition des Luftgau-Kommandos V (Stuttgart). Mit der deutschen Gesamtkapitulation geriet Knauss am 8. Mai 1945 in französische Kriegsgefangenschaft, aus der er am 28. Dezember 1945 entlassen wurde.
Knauss gehörte 1950 der Himmeroder Expertengruppe an, die Grundlagen für die Wiederbewaffnung der Bundesrepublik Deutschland erarbeitete.